# IV: Empires Collapse
IV: Empires Collapse è il quarto album del gruppo musicale statunitense di genere thrash metal dei Warbringer, pubblicato dall'etichetta discografica Century Media Records il 29 ottobre 2013.

## Tracce
1. Horizon – 3:57
2. The Turning of the Gears – 2:54
3. One Dimension – 4:09
4. Hunter-Seeker – 3:54
5. Black Sun, Black Moon – 3:10
6. Scars Remain – 4:27
7. Dying Light – 4:47
8. Iron City – 3:28
9. Leviathan – 4:41
10. Off with Their Heads! – 1:36
11. Towers of the Serpent – 4:25

## Formazione
- John Kevill - voce
- John Laux - chitarra
- Jeff Pots - chitarra
- Ben Mottsman - basso
- Carlos Cruz - batteria